# EDO RAM
In informatica ed elettronica una EDO RAM (acronimo dell'inglese Extended Data Out Random Access Memory) è un tipo di DRAM che permette un accesso più veloce ai dati utilizzando un buffer dati doppio. È una memoria dinamica ad accesso casuale che riduce di circa il 10% il tempo di accesso rispetto alle DRAM standard utilizzando tecniche che migliorano l'indirizzamento aumentando le prestazioni del 5% in presenza di cache oppure del 30-50% in assenza di cache di secondo livello.